# Anacithara goodingii
Anacithara goodingii é uma espécie de gastrópode do gênero Anacithara, pertencente a família Horaiclavidae.